# Damian Kądzior
Damian Kądzior (Białystok, 16 de junio de 1992) es un futbolista internacional polaco que juega de centrocampista en el GKS Tychy de la I Liga de Polonia.

## Selección nacional
Hizo su debut con la selección de fútbol de Polonia el 11 de septiembre de 2018, durante un partido amistoso frente a Irlanda que culminó en empate a uno, tras el gol de Aiden O'Brien para Irlanda y de Mateusz Klich para Polonia.

## Clubes
| Club                   | País    | Año       | Partidos | Goles |
| ---------------------- | ------- | --------- | -------- | ----- |
| Jagiellonia Białystok  | Polonia | 2012      | 3        | 0     |
| Motor Lublin (cedido)  | Polonia | 2012-2014 | 46       | 8     |
| Jagiellonia Białystok  | Polonia | 2014      | 2        | 0     |
| Dolcan Ząbki (cedido)  | Polonia | 2014-2015 | 33       | 8     |
| Wigry Suwałki          | Polonia | 2015-2017 | 53       | 20    |
| Górnik Zabrze          | Polonia | 2017-2018 | 44       | 11    |
| G. N. K. Dinamo Zagreb | Croacia | 2018-2020 | 78       | 21    |
| S. D. Eibar            | España  | 2020-2021 | 8        | 0     |
| Alanyaspor (cedido)    | Turquía | 2021      | 18       | 0     |
| Piast Gliwice          | Polonia | 2021-2025 | 106      | 14    |
| Stal Mielec (cedido)   | Polonia | 2025      | 10       | 0     |
| GKS Tychy              | Polonia | 2025-     | 1        | 1     |

## Palmarés

### Títulos nacionales
| Título                  | Club                   | País    | Año  |
| ----------------------- | ---------------------- | ------- | ---- |
| Primera Liga de Croacia | G. N. K. Dinamo Zagreb | Croacia | 2019 |
| Supercopa de Croacia    | G. N. K. Dinamo Zagreb | Croacia | 2019 |
| Primera Liga de Croacia | G. N. K. Dinamo Zagreb | Croacia | 2020 |